# Phoenicis Lacus
Phoenicis Lacus és una característica d'albedo a la superfície de Mart, localitzada amb el sistema de coordenades planetocèntriques a -11.86 ° latitud N i 250 ° longitud E. El nom va ser aprovat per la UAI l'any 1958 i fa referència al llac del Fènix, ocell mitològic que renaixia de les seves cendres.